# Rupicapnos longipes
Rupicapnos longipes är en vallmoväxtart. Rupicapnos longipes ingår i släktet Rupicapnos och familjen vallmoväxter.

## Underarter
Arten delas in i följande underarter:
- R. l. aurasiaca
- R. l. longipes
- R. l. reboudiana